# Saint-Étienne-Extra
Saint-Étienne-Extra est une ancienne commune d'Indre-et-Loire, située au centre et sud de Tours. Elle s'étendait entre l'ancienne fortification et jusqu'au sud du Cher.

## Histoire
Au cours de la Révolution française, la commune, également appelée simplement Saint-Étienne, porta provisoirement le nom de La Petite-Varenne ou celui de La Petite-Varenne-du-Chardonnet.
En 1823, Saint-Étienne-Extra annexe la commune de Beaumont-lès-Tours.
Dans un contexte de développement du rail dans la ville, Tours annexe la commune de Saint-Étienne-Extra le 14 juin 1845 et profite de ses vastes terrains disponibles. La commune s'étendait en effet du nord au sud de l'actuel boulevard Béranger jusqu'aux coteaux de Montjoyeux, et d'ouest en est de la commune de La Riche jusqu'à la rue Edouard Vaillant, grossièrement. Cela correspond donc à une grande partie de l'actuel Tours-Centre et Tours-Sud.

## Démographie
| 1793 | 1800 | 1806 | 1821 | 1831 | 1836  |
| ---- | ---- | ---- | ---- | ---- | ----- |
| 318  | 335  | 309  | 405  | 988  | 1 229 |